# Erythroxylum petrae-caballi
Erythroxylum petrae-caballi är en tvåhjärtbladig växtart som beskrevs av T. Plowman. Erythroxylum petrae-caballi ingår i släktet Erythroxylum och familjen Erythroxylaceae. Inga underarter finns listade i Catalogue of Life.